# Hugues de Rochecorbon
Hugues de Rochecorbon (mort à Damiette le 13 avril 1250) est un ecclésiastique qui fut abbé de Marmoutier puis de Cluny et  évêque de Langres de 1244 à 1250.

## Biographie
Hugues de Rochecorbon est originaire de la région de Chartres. Il a été abbé de Marmoutiers de 1210 à 1227 puis de abbé de Cluny depuis 1236, lorsqu'il obtient l’évêché de Langres du pape Innocent IV en lui versant une « forte somme » selon Mathieu Paris. Il participe au premier concile de Lyon en 1245 et dédie l'église paroissiale de Langres aux saints Pierre et Paul. En 1246 il reçoit l'hommage de Mathilde de Courtenay comtesse de Tonnerre et l'année suivant en accord avec son chapitre de chanoines, il institue 16 clercs de chœur dans la cathédrale Saint-Mammès de Langres. Il accompagne le roi Louis IX lors de la septième croisade et meurt à Damiette le 13 avril 1250.